# دایینگ لایت ۲
دایینگ لایت ۲ انسان بمان (انگلیسی: Dying Light 2 Stay Human) یک بازی ویدئویی در سبک ترس و بقا و پسارستاخیزی ونقش‌آفرینی اکشن است که توسط تکلند در ۴ فوریه ۲۰۲۲ برای پلت‌فرم‌های پلی‌استیشن ۴، پلی‌استیشن ۵، اکس‌باکس وان، اکس‌باکس سری اکس/اس، و مایکروسافت ویندوز منتشر شد. این بازی دنباله‌ای بر دایینگ لایت (۲۰۱۵) به‌شمار می‌رود. نسخه‌ای ابری نیز برای کنسول نینتندو سوئیچ در دست توسعه است که در سال ۲۰۲۲ منتشر شد.

## روند بازی
دایینگ لایت ۲ انسان بمان یک بازی ویدئویی ترسناک و نقش‌آفرینی اکشن است که دارای جهان باز با مضمون رستاخیز زامبی‌ها است. داستان آن ۲۲ سال پس از دایینگ لایت روایت می‌شود و شخصیت جدیدی به نام آیدن کالدول (با صداپیشگی جونا اسکات) که به مهارت‌های مختلف پارکور مجهز است، بازی می‌کند. بازیکنان می‌توانند اقداماتی مانند بالا رفتن از تاقچه‌ها، سر خوردن، پریدن از لبه‌ها و دویدن روی دیوار را انجام دهند تا به سرعت در شهر حرکت کنند. تایید شد که بیش از ۳۰۰۰ انیمیشن پارکور وجود دارد تا تجربه دویدن آزادتری را ارائه دهد. ابزارهایی مانند قلاب گیر و پاراگلایدر نیز به پیمایش در شهر کمک می‌کند. آیدن همچنین می‌تواند از مردگان برای شکستن سقوط خود استفاده کند. این بازی عمدتاً مبتنی بر غوغا است و اکثر مبارزات با استفاده از سلاح‌های غوغا انجام می‌شود. اسلحه‌های غوغا طول عمر محدودی دارند و با استفاده بازیکن از آن‌ها در نبرد، از بین می‌روند. همچنین می‌توان از سلاح‌های دوربرد مانند تیربار، تفنگ ساچمه‌ای و نیزه استفاده کرد. اسلحه‌ها را می‌توان با طرح‌ها و اجزای مختلف ارتقا داد که می‌توان آن‌ها را با بریکی پیدا کرد؛ آیدن همچنین می‌تواند به دلیل عفونت از مهارت‌های مافوق بشری استفاده کند. زامبی‌های جدید اضافه شده است. مانند بازی اول، زامبی‌ها هنگام قرار گرفتن در معرض نور خورشید کند هستند، اما در شب تهاجمی‌تر و خصمانه‌تر می‌شوند.
بازی در شهر ویلدور، یک دنیای باز شهری عظیم در اروپا که بازیکنان می‌توانند آزادانه آن را کشف کنند، جریان دارد. این نقشه که چهار برابر بزرگتر از بازی اصلی است، به هفت منطقه مجزا تقسیم شده است و هر کدام مکان‌های دیدنی و مکان‌های خاص خود را دارند. هنگام کاوش در شهر، بازیکنان می‌توانند ضایعات و منابع مختلف را برای ساخت اقلام و سلاح‌های جدید جمع‌آوری کنند. در بازی، بازیکنان با جناح‌ها و شهرک‌های مختلف ملاقات می‌کنند و باید تصمیم‌های مختلفی بگیرند که اساساً وضعیت دنیای بازی و نحوه نگاه شخصیت‌های غیرقابل بازی به آیدن را تغییر می‌دهد. عواقب آن بسیار گسترده است، به طوری که بازیکن می‌تواند برای یک جناح رفاه به ارمغان بیاورد و در عین حال یک شهرک دیگر را کاملاً ویران کند. این بازی مانند نسخه اول آن دارای بخش چند نفره است.